# 新特罗伊茨科耶村委员会 (布拉戈维申斯克区)
新特罗伊茨科耶村委员会（俄语：Новотроицкий сельсовет）是俄罗斯联邦阿穆尔州布拉戈维申斯克区所属的一个村委员会。其下辖有2个居民点，行政中心为新特罗伊茨科耶。据2016年统计，该村委员会的人口为1025人。